# Hwahyeon-myeon
Hwahyeon-myeon (koreanska: 화현면)  är en socken i kommunen Pocheon i provinsen Gyeonggi i den norra delen av Sydkorea, 50 km nordost om huvudstaden Seoul.